# Billbergia porteana
Espèce
Classification phylogénétique
Billbergia porteana est une espèce de plantes à fleurs de la famille des Bromeliaceae, présente au Brésil et au Paraguay.

## Distribution
L'espèce est présente au Brésil et au Paraguay.

## Description
L'espèce est épiphyte ou saxicole.